# Communications Materials
Communications Materials — це рецензований науковий журнал із відкритим доступом у галузі матеріалознавства, новітніх матеріалів та усіх наук та технологій, що досліджують питання, проблеми та виклики сучасних матеріалів, їх практичних застосувань та фундаментального матеріалознавства.
Communications Materials видається Nature Portfolio з 2020 року.

## Цілі та сфера застосування
Журнал із відкритим доступом публікує високоякісні, відібрані редакцією та рецензовані досягнення в матеріалознавстві. Дослідницькі статті, опубліковані в журналі, є значними досягненнями для спеціалізованої галузі досліджень. Журнал однаково зацікавлений у публікації фундаментальних і прикладних досліджень. Колегія журналу прагне створити форум спільноти для питань, важливих для всіх матеріалознавців, незалежно від субдисципліни.
Сфера діяльності журналу охоплює всі галузі матеріалознавства, включно з біологією, хімією, фізикою та технікою. Основні дослідження, які представляють інтерес для журналу, можуть стосуватися наступного: фундаментальне розуміння; додатки; техніки та методики; синтез і обробка; життєвий цикл і стійкість.
Процесами подання та рецензування керують внутрішні професійні редактори за підтримки членів редакційної ради, які надають технічну експертизу в усіх сферах матеріалознавства. Редакція прагне швидкого поширення важливих результатів досліджень. Статті публікуються на постійній основі з мінімальним часом від прийняття до публікації.
Журнал входить до сімейств журналів Communications бренда Nature, з першим і одним з найцитованіших в світі — Nature Communications, разом з Communications Chemistry, Communications Physics, Communications Biology, Communications Medicine, Communications Psychology та Communications Earth & Environment.

## Редакційна команда
Головний редактор — Джон Пламмер.

## Реферування та індексування
Журнал реферується та індексується у вибіркових базах даних, таких як Science Citation Index Expanded та Scopus. Згідно з Journal Citation Reports, імпакт-фактор журналу на 2022 рік становить 7,8.